# Мамій
Мамій (мамин синок) - це зневажливий термін для чоловіка, який, як вважають, відчуває нездорову залежність від своєї мами у віці, в якому від нього очікують самостійності (наприклад, жити самостійно, бути економічно незалежним). Використання цієї фрази вперше засвідчено в 1901 році.Термін "мамин синок" має конотацію жіночності та слабкості. Протилежним терміном для жінок було б "татова донька" (див. комплекс Електри), також, можливо, включаючи батьківський комплекс. 
В Японії цей зв’язок називається mother complex (яп. マザーコンプレックス, Mazā Konpurekkusu), часто скорочено до "MotherCon" (яп. マザコン, Mazakon), у спосіб, подібний до «братський комплекс» і «сестринський комплекс».
У класичній психоаналітичній теорії Фрейда термін Едипів комплекс позначає бажання дитини мати сексуальні стосунки з батьком чи матір'ю протилежної статі. Зигмунд Фрейд писав, що ідентифікація дитини з одностатевим батьком є успішним вирішенням Едипового комплексу. Ця теорія увійшла в популярну психологію в Америці в 1940-х роках, коли соціологи та психіатри стверджували, що матері, які були занадто близькими або занадто віддаленими, могли перешкоджати психосоціальному розвитку дітей чоловічої статі, викликаючи різноманітні захворювання, такі як аутизм, астма, шизофренія або гомосексуальність.